# Alfred Pischinger
Alfred Pischinger (1899 - 1982) fue un médico, histólogo y embriólogo austriaco, padre de la histoquímica y creador del concepto de sistema básico o tercer sistema.
Se doctoró en Medicina en la Universidad de Graz en 1923. Se instruyó con Rabl en morfología y embriología, con Bethe en química fisiológica y con Mollendorf en química coloidal. Por sus primeros trabajos publicados se le considera como uno de los fundadores de la histoquímica, materia que sería pilar sustentador de sus posteriores investigaciones.
Continuó su trabajo médico en el Departamento de Histología y Embriología de esta universidad y empezó a enseñar en ella en 1933. En 1948 empezó a entender y describir el papel que juega el tejido conjuntivo o conectivo de la matriz extracelular que circunda a la célula, descubriendo el extraordinario papel regulador del mismo. Hasta entonces se había considerado un simple tejido de relleno y sostén, pero Pischinger descubrió que en él se realizan las funciones básicas más elementales de la vida, tales como el intercambio de agua, de oxígeno y de electrolitos, la regulación ácido-alcalina de los radicales libres y todo lo referente a los sistemas de defensa inespecíficos. Publicó grandes trabajos en los que divulgó estos descubrimientos y en 1966 abrió nuevas perspectivas en patogenia y oncología al apreciar que es en este tipo de tejidos donde se fragua el comienzo de cualquier tipo de enfermedad mediante el procedimiento que denominó acidificación, realizado por los radicales libres. Asimismo rehabilitó la efectividad de antiguas terapias contra el cáncer, como la hidroterapia, la balneoterapia y la fitoterapia. En 1958 se convirtió en jefe del Departamento de Histología y Embriología de la Universidad de Viena, donde permaneció hasta su jubilación en 1970. 
El tejido conjuntivo, conectivo o intercelular, también llamado tejido medio, mesénquima o matriz extracelular, es un líquido que baña todas las células del cuerpo y de él extraen sus nutrientes y aportan sus toxinas como producto de su normal metabolismo, que es fundamentalmente alcalino. Si esas toxinas, siempre de naturaleza ácida, se acumulan a su alrededor, la célula se asfixia y puede reaccionar de varias maneras:
- Por medio de un proceso de hidratación que disuelva los ácidos exteriores que la queman.
- Por medio de la muerte o apoptosis celular.
- Por medio de la absorción de calcio de los huesos.
- Por medio de una mutación hacia una forma de vida ácida y no alcalina, el cáncer.

Antes de Pischinger se creía que los capilares arteriovenosos acababan dentro de la célula, pero eso no sucede directamente; transportan el oxígeno y los nutrientes a ese océano interno que es el tejido conectivo.